# Top End

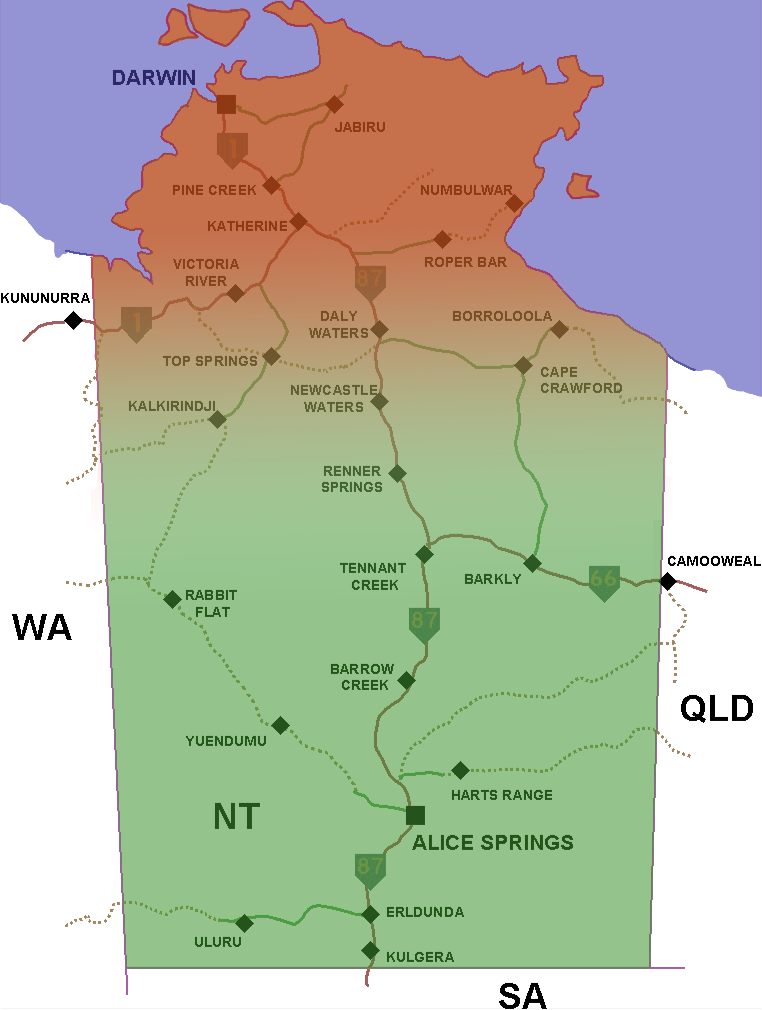

De Top End (letterlijk: Hoogste Uiteinde) is een gebied in het noorden van het Australische Noordelijk Territorium. In het noordwesten grenst het aan de Timorzee, in het noorden aan de Arafurazee en in het oosten aan de Golf van Carpentaria. De landgrenzen zijn vager: soms wordt het gebied onderscheiden van het Victoria River District in het zuidwesten, maar veelal wordt dit laatste bij de Top End gerekend en valt de grens samen met de West-Australische staatsgrens. In het zuidoosten grenst het gebied over een korte afstand aan de Gulf Savannah in Queensland. 17 graden zuiderbreedte kan gezien worden als de zuidelijke grens. Maximaal beslaat de Top End ongeveer een derde van het Noordelijk Territorium.
Het klimaat in het noorden is tropisch met een dichte, weelderige begroeiing. In het zuiden gaat dit geleidelijk over in een droger type met een meer open vegetatie. De belangrijkste plaatsen zijn Darwin en Katherine.